# Caeneressa obsoleta
Caeneressa obsoleta är en fjärilsart som beskrevs av John Henry Leech 1889. Caeneressa obsoleta ingår i släktet Caeneressa och familjen björnspinnare. Inga underarter finns listade i Catalogue of Life.